# Tomeu Llompart
Bartolomé Llompart Coll (Inca, 6 de octubre de 1944) es un entrenador y exfutbolista español. En 2011 volvió a entrenar al Elche Club de Fútbol Ilicitano, en Regional Preferente, equipo al que devolvió a 3ª división. Pese al éxito de retornar al filial a categoría nacional, obtenido en una única temporada, no fue renovado.  

## Biografía
Bartolomé Llompart llegó al Elche CF en el verano de 1964, procedente del Constancia de Inca y rápidamente se convirtió en uno de los pilares básicos del equipo. Debutó el 20 de septiembre de 1964 en el partido que el Elche perdió por 0-1 ante el Sevilla CF. Precisamente ante el conjunto hispalense marcaría, un año después, su primer gol como blanquiverde.
Su trabajo y experiencia le convirtieron en un icono del Elche, lo que le permitió ser durante siete temporadas capitán del equipo. En Elche fue donde vivió algunos momentos importantes como el subcampeonato de Copa, el retorno a Primera División o la histórica temporada 1974-75 en la que el equipo rozó la clasificación para la Copa de la UEFA.
En 1977 a la edad de 33 años, Llompart tuvo que dejar el fútbol, tras sufrir una rotura de tibia en un encuentro de Copa ante el Athletic Club. El Elche le homenajeó con un encuentro entre el primer equipo y un combinado nacional, con Iribar, Claramunt y Ciriaco entre otros.
Dos años después de su retirada, nada más lograr el carnet de entrenador, rechazó varias ofertas de equipos de Tercera División y se hizo cargo del filial franjiverde, el Deportivo Ilicitano. Años más tarde, con el primer equipo sumido en la Segunda División B, asumió el cargo de entrenador, con Ángel Romero de segundo. Dirigió al Elche en un total de 26 partidos.
En su etapa como técnico también dirigió al Orihuela CF, al Alicante CF y al CD Eldense, pero su mayor éxito fue en la temporada 1996-97, cuando ascendió a Primera División al RCD Mallorca tras hacerse cargo del equipo los seis últimos partidos.
Ha estado muchos años ocupándose de dirigir la entidad ilicitana, siendo entrenador interino en diferentes ocasiones, la mayoría saldadas con éxito. Entre sus logros cabe destacar el citado ascenso del Mallorca a Primera en 1997 y la permanencia en la máxima categoría en 2002 tras lograr un empate y una victoria en dos partidos.
En octubre de 2010 debutó como entrenador del Torrellano CF, obteniendo su primera victoria como entrenador con el 4-0 frente al Villarreal C. En el mes de junio de 2011, el Torrellano CF fue vendido a un grupo de empresarios valencianos los cuales trasladaron el club a Valencia y lo renombraron a Huracán Valencia Club de Fútbol. Tras esto, Llompart fue trasladado como entrenador al Elche Ilicitano, filial del Elche CF, club donde debutó como entrenador en 1979.
En la temporada 2011-2012 consigue el objetivo de la entidad, ascender al segundo equipo en Tercera División. Después del ansiado ascenso, el Elche CF le comunica que no sigue la próxima temporada como entrenador del Elche Ilicitano.

## Clubes como jugador
| Club          | País   | Año       |
| ------------- | ------ | --------- |
| CE Constància | España | 1963-1964 |
| Elche CF      | España | 1964-1977 |

## Clubes como entrenador
| Club                     | País   | Año       |
| ------------------------ | ------ | --------- |
| Deportivo Ilicitano      | España | 1977-1980 |
| Alicante CF              | España | 1980-1981 |
| CD Eldense               | España | 1981-1982 |
| Crevillente              | España | 1983-1984 |
| Novelda CF               | España | 1987-1988 |
| Orihuela Deportiva CF    | España | 1989      |
| Orihuela Deportiva CF    | España | 1990-1991 |
| Elche CF                 | España | 1991-1992 |
| RCD Mallorca (asistente) | España | 1992-1993 |
| RCD Mallorca "B"         | España | 1996-1997 |
| RCD Mallorca (interino)  | España | 1997      |
| RCD Mallorca (asistente) | España | 1997-1999 |
| RCD Mallorca (interino)  | España | 2002      |
| RCD Mallorca "B"         | España | 2002-2003 |
| RCD Mallorca (interino)  | España | 2004      |
| RCD Mallorca "B"         | España | 2005-2006 |
| Torrellano-Íllice CF     | España | 2010-2011 |
| Elche Ilicitano          | España | 2011-2012 |